# Dyrzela tumidimacula
Dyrzela tumidimacula är en fjärilsart som beskrevs av W. Warren 1913. Dyrzela tumidimacula ingår i släktet Dyrzela och familjen nattflyn. Inga underarter finns listade i Catalogue of Life.